# Raimond Berengar III av Provence
Raimond Berengar III, född cirka 1158 och död 5 april 1181, var greve av Provence mellan åren 1173 och 1181. Han var även greve av Cerdanya under åren 1162–1168, då under namnet Peter.

## Biografi
Raimond Berengar III var yngre bror till Alfons II av Aragonien och näst äldste son till Ramon Berenguer IV av Barcelona och Petronila av Aragonien. Vid faderns död år 1162 ärvde han Cerdanya, inklusive Carcassonne och Narbonne men avstod dessa till förmån för sin yngre bror Sancho år 1168. Han regerade aldrig i sina ärvda territorier. Han förlänades Provence av sin äldre bror Alfons II av Aragonien år 1173.
Tre år senare deltog han med sin bror Sancho i erövrandet av Nice från Genua. Efter det gick han ut i strid tillsammans med Languedoc och grevarna av Toulouse. Han mördades den 5 april 1181 av Adhemar av Murviels mannar nära Montpellier. 